# Lambda 4S
El Lambda 4S o L-4S era un coet de combustible sòlid  japonès emprat com a vehicle de llançament lleuger. Va ser dissenyat i produït per Nissan i l'Institut de l'Espai i les Ciències Astronòmiques (ISAS) i va ser llançat 5 vegades entre 1966 i 1970. Els primers quatre intents van fallar, però el cinquè intent realitzat l'11 de febrer de 1970 va aconseguir situar en òrbita l'Ohsumi-5, convenint-se així en el primer satèl·lit artificial japonès.
El Lambda 4S consistia en 4 segments i 2 coets acceleradors laterals adherits al primer segment, tots utilitzant combustible sòlid.